# Aleksander Michałowski
Aleksander Michałowski (Kamjanets-Podilsky, 17 mei 1851 – Warschau, 17 oktober 1938) was een Pools pianist, muziekpedagoog en componist.
Michałowski studeerde in Leipzig bij Ignaz Moscheles en Carl Reinecke en in Berlijn bij Carl Tausig. In 1868 debuteerde hij in het Leipziger Gewandhaus met het pianoconcert in e-Moll van Frédéric Chopin. Er bestaan opnamen van Michałowski uit 1905, 1912 en uit de jaren 30.
Vanaf 1874 leefde hij in Warschau en gaf daar les aan het conservatorium. In 1891 verwierf hij de titel professor. Tot zijn vele leerlingen behoren Wanda Landowska, Mischa Levitzki, Wladimir Sofronizki en Heinrich Neuhaus. 
Als componist schreef hij een aantal kleinere pianowerken. 